# Raorchestes ghatei
Raorchestes ghatei es una especie de anfibio anuro de la familia Rhacophoridae.

## Distribución geográfica
Esta especie es endémica de Maharashtra en la India. Se encuentra en los Ghats occidentales.

## Descripción
Los machos miden de 19 a 25 mm y las hembras de 15 a 29 mm.

## Etimología
Esta especie lleva el nombre en honor a Hemant V. Ghate.

## Publicación original
- Padhye, Sayyed, Jadhav & Dahanukar, 2013: Raorchestes ghatei, a new species of shrub frog (Anura: Rhacophoridae) from the western Ghars of Maharashtra, India. Journal of Threatened Taxa, vol. 5, n.º 15, p. 4913-4931[3]